# Верхня Весь (округ Ж'яр-над-Гроном)
Горна Весь (словац. Horná Ves) — село, громада округу Ж'яр-над-Гроном, Банськобистрицький край, центральна Словаччина, регіон Теков. Кадастрова площа громади — 3,66 км².
Населення 689 осіб (станом на 31 грудня 2017 року).

## Історія
Горна Весь згадується в 1429 році.

## Населення
| Рік:            | 1994. | 2004. | 2014.   | 2024.   |
| --------------- | ----- | ----- | ------- | ------- |
| Кількість осіб: | 0     | 739   | 711     | 642     |
| Різниця:        |       | –     | -3,78 % | -9,70 % |

| Рік:            | 2023. | 2024.   |
| --------------- | ----- | ------- |
| Кількість осіб: | 656   | 642     |
| Різниця:        |       | -2,13 % |